# Hellraiser: Bloodline
Hellraiser: Bloodline is een Amerikaanse horrorfilm uit 1996 onder regie van Kevin Yagher en Joe Chapelle. Het is het derde vervolg op Clive Barkers origineel Hellraiser en het laatste deel waar Barker bij betrokken was.

## Synopsis
De bloeddorst van Pinhead en zijn macabere schepsels uit de Hel laat zich niet tegenhouden door tijd en ruimte. Het verleden, het heden en de toekomst komen op gruwelijke wijze tezamen als de magische kubus wederom de poorten van de Hel opent. De krachten die daarbij vrijkomen, blijken dodelijker dan ooit tevoren. De familie van Paul Merchant blijkt nog altijd slachtoffer van de vloek die hen veroordeelt tot een eeuwige strijd met de meest ontzagwekkende tegenstander die de Hel ooit voortbracht...

## Rolverdeling
| Acteur            | Personage                                                  |
| ----------------- | ---------------------------------------------------------- |
| Doug Bradley      | Hoofdinspecteur Elliot Spencer / Pinhead                   |
| Bruce Ramsay      | Philippe Lemarchand / John Merchant / Doctor Paul Merchant |
| Valentina Vargas  | Plattelandsmeisje / Angelique / Angelique-cenobite         |
| Kim Myers         | Bobbi Merchant                                             |
| Adam Scott        | Jacques                                                    |
| Christine Harnos  | Rimmer                                                     |
| Charlotte Chatton | Genevieve Lemarchand                                       |
| Mickey Cotrell    | Duc de L’Isle                                              |
| Jody St. Michael  | Chatterer beest                                            |
| Courtland Mead    | Jack Merchant                                              |